# Libanga

Le libanga est le placement de noms de personnes et de produits dans les chansons en contrepartie d'une rémunération ou d'un service.

## Histoire
D'origine congolaise, c'est un phénomène où les noms de personnes fleurissent dans les chansons. Il est remarqué déjà en 1960. En échange de ces dédicaces, les chanteurs reçoivent ou non des biens ou services de la part des personnes dont les noms sont cités. 

## Phénomène
Le nom qui est cité dans une chanson une ou plusieurs fois est la forme la plus répandue et classique.  
Pour les plus offrants on peut avoir une chanson entière dédiée. Les disques congolais sont les plus concernés au point où il est difficile de trouver une chanson sans dédicace.   

## Pays touchés
Le phénomène se répand dans les musiques au Cameroun (Petit-Pays, Papillon,..), en Côte d'Ivoire (Magic System, ...).

## Exemples des titres
- Effrakata de Koffi Olomidé
- Ondoa tu es bon[3] de Guy Zambo
- Libanga de Bercy Mwana
- N’kembo de Mav Cacharel